# إيثان بير
إيثان بير (بالإنجليزية: Ethan Bear)‏ هو لاعب هوكي جليد كندي، ولد في 26 يونيو 1997 في ريجاينا في كندا.

## وصلات خارجية
- إيثان بير على موقع دوري الهوكي الوطني (الإنجليزية)
- إيثان بير على موقع الدوري الأمريكي لهوكي الجليد (الإنجليزية)
- إيثان بير على موقع EliteProspects.com (الإنجليزية)
- إيثان بير على موقع Eurohockey.com (الإنجليزية)
- إيثان بير على موقع HockeyDB.com (الإنجليزية)
- إيثان بير على موقع Hockey-Reference.com (الإنجليزية)